# Espacio compacto

De acuerdo al criterio de compacticidad para el espacio Euclidiano como es enunciado por el teorema de Heine–Borel, el intervalo A = (−∞, −2] no es compacto porque no es acotado. El intervalo C = (2, 4) no es compacto porque no es cerrado. El intervalo B = [0, 1] es compacto porque es cerrado y acotado.

En la rama de topología de las matemáticas, un espacio compacto es un espacio que tiene propiedades similares a un conjunto finito, en cuanto a que las sucesiones contenidas en un conjunto finito siempre contienen una subsucesión convergente. La noción de compacidad es una versión más general de esta propiedad.
Un conjunto compacto es un subconjunto de un espacio topológico, que como subespacio topológico (con la topología inducida) es en sí mismo un espacio topológico compacto.
La compacticidad es una propiedad que busca generalizar el concepto de un subconjunto cerrado y acotado en el espacio Euclidiano. La idea es que un espacio compacto no posee "pinchazos" o "ausencia de puntos finales", o sea, incluye todos los valores límites de los puntos. Por ejemplo, el intervalo abierto (0,1) no es compacto porque excluye los valores límites 0 y 1, mientras que el intervalo cerrado [0,1] es compacto. De manera similar, el espacio de los números racionales {\displaystyle \mathbb {Q} } no es compacto, porque posee un número infinito de "pinchazos o agujeros" correspondientes a los números irracionales, y el espacio de los números reales {\displaystyle \mathbb {R} } tampoco es compacto, porque excluye a los dos valores límites {\displaystyle +\infty } y {\displaystyle -\infty }. Sin embargo, la línea de números reales extendida sería compacta, ya que contiene ambos infinitos. Existen numerosas maneras de expresar de manera precisa esta noción heurística. Estas maneras por lo general coinciden en un  espacio métrico, pero pueden no ser equivalentes en otros espacios topológicos.
Una de estas generalizaciones establece que el espacio topológico es secuencialmente compacto si toda sucesión infinita de puntos muestreados del espacio posee una sub sucesión que converge a un punto en el espacio.
El teorema de Bolzano-Weierstrass establece que un subconjunto del espacio euclidiano es compacto en este sentido secuencial si y sólo si es cerrado y acotado.
Por lo tanto, si uno elige un número infinito de puntos en el intervalo unitario [0, 1], algunos de esos puntos se acercarán arbitrariamente a algún número real en ese espacio.
Por ejemplo, algunos de los números en la secuencia  12, 45, 13, 56, 14, 67, ... se acumulan hasta 0 (mientras que otros se acumulan hasta 1).
Dado que ni 0 ni 1 son miembros del intervalo unitario abierto (0, 1), esos mismos conjuntos de puntos no se acumularían en ningún punto del mismo, por lo que el intervalo unitario abierto no es compacto. Aunque los subconjuntos (subespacios) del espacio euclidiano pueden ser compactos, el espacio completo en sí mismo no es compacto, ya que no está acotado. Por ejemplo, considerando {\displaystyle \mathbb {R} ^{1}} (la recta numérica real), la secuencia de puntos  0,  1,  2,  3, ... no tiene subsecuencia que converja a ningún número real.

## Evolución histórica
En el siglo XIX se comprendieron varias propiedades matemáticas dispares que más tarde se verían como consecuencias de la compacidad.  Por un lado, Bernard Bolzano (1817) ya sabía que toda sucesión acotada de puntos (en la recta o en el plano, por ejemplo) tiene una subsucesión que al final debe acercarse arbitrariamente a algún otro punto, llamado punto límite. 
La prueba de Bolzano se basaba en el método de bisección: la sucesión se colocaba en un intervalo que luego se dividía en dos partes iguales, y se seleccionaba una parte que contuviera infinitos términos de la sucesión. 
El proceso podía repetirse dividiendo el intervalo resultante en partes cada vez más pequeñas, hasta que se cerraba en el punto límite deseado. 
El significado completo del teorema de Bolzano, y su método de demostración, no surgirían hasta casi 50 años más tarde, cuando fue redescubierto por Karl Weierstrass.
En la década de 1880, se hizo evidente que resultados similares al teorema de Bolzano-Weierstrass podrían formularse para espacios de funciones en lugar de sólo números o puntos geométricos. 
La idea de considerar las funciones como puntos en sí de un espacio generalizado se remonta a las investigaciones de Giulio Ascoli y Cesare Arzelà. 
La culminación de sus investigaciones, el teorema de Arzelà-Ascoli, fue una generalización del teorema de Bolzano-Weierstrass a familias de funciones continuas, cuya conclusión precisa fue que, era posible extraer una uniformemente convergente secuencia de funciones a partir de una familia adecuada de funciones. 
El límite uniforme de esta sucesión desempeñaba entonces precisamente el mismo papel que el "punto límite" de Bolzano. 
Hacia principios del siglo XX, comenzaron a acumularse resultados similares a los de Arzelà y Ascoli en el área de las ecuaciones integrales, investigadas por David Hilbert y Erhard Schmidt. 
Para una cierta clase de funciones de Green procedentes de soluciones de ecuaciones integrales, Schmidt había demostrado que se cumplía una propiedad análoga al teorema de Arzelà-Ascoli en el sentido de convergencia media - o convergencia en lo que más tarde se denominaría un espacio de Hilbert. 
Esto condujo finalmente a la noción de operador compacto como una rama de la noción general de espacio compacto. 
Fue Maurice Fréchet quien, en 1906, destiló la esencia de la propiedad de Bolzano-Weierstrass y acuñó el término compacidad para referirse a este fenómeno general (ya utilizó el término en su artículo de 1904 que condujo a la famosa tesis de 1906).
Sin embargo, a finales del siglo XIX también había surgido lentamente una noción diferente de compacidad a partir del estudio del continuum, que se consideraba fundamental para la formulación rigurosa del análisis. 
En 1870, Eduard Heine demostró que una función continua definida en un intervalo cerrado y acotado era de hecho uniformemente continua. En el curso de la demostración, hizo uso de un lema según el cual de cualquier cobertura contable del intervalo por intervalos abiertos más pequeños, era posible seleccionar un número finito de éstos que también lo cubrieran. 
La importancia de este lema fue reconocida por Émile Borel (1895), y fue generalizado a colecciones arbitrarias de intervalos por Pierre Cousin (1895) y Henri Lebesgue (1904). El teorema de Heine-Borel, como se conoce ahora el resultado, es otra propiedad especial que poseen los conjuntos cerrados y acotados de números reales.
Esta propiedad era significativa porque permitía pasar de información local sobre un conjunto (como la continuidad de una función) a información global sobre el conjunto (como la continuidad uniforme de una función). 
Este sentimiento fue expresado por Lebesgue (1904), que también lo explotó en el desarrollo de la integral que ahora lleva su nombre. 
Finalmente, la escuela rusa de topología de conjuntos puntuales, bajo la dirección de Pavel Alexandrov y Pavel Urysohn, formuló la compacidad de Heine-Borel de forma que pudiera aplicarse a la noción moderna de espacio topológico.Alexandrov y Urysohn (1929) demostró que la versión anterior de la compacidad debida a Fréchet, ahora llamada compacidad secuencial (relativa), bajo condiciones apropiadas se derivaba de la versión de la compacidad formulada en términos de la existencia de subcubiertas finitas. 
Fue esta noción de compacidad la que se convirtió en la dominante, porque no sólo era una propiedad más sólida, sino que podía formularse en un entorno más general con un mínimo de maquinaria técnica adicional, ya que se basaba únicamente en la estructura de los conjuntos abiertos de un espacio.

## Definición
La definición moderna de compacidad requiere primero especificar la noción de recubrimiento abierto:
| Un recubrimiento abierto de un subconjunto A ⊆ X de un espacio topológico, es una familia de conjuntos abiertos {Oi}i ∈ I de X, tales que su unión "cubre" a A : {\displaystyle \bigcup _{i\in I}O_{i}\supseteq A} |

Dado un recubrimiento C de un conjunto A, un subrecubrimiento D es una subfamilia de C, D ⊆ C que sigue siendo un recubrimiento de A —es decir, una subcolección de conjuntos de C que aún cubre a A—.
La definición de compacidad es entonces:
| Un espacio topológico X se dice compacto si, para todo recubrimiento abierto de X, existe un subrecubrimiento finito del mismo. |

### Ejemplos
- El conjunto K = {1, 1/2, 1/3, 1/4,..., 0} ⊆ R con la topología heredada de la estándar de R es compacto. Dado un entorno de 0, este incluye a todos los 1/n salvo un número finito —puesto que la sucesión {1/n}n ∈ N converge a 0—. Por tanto, dado un recubrimiento abierto de K, tomando un abierto O que contenga a 0, y un abierto que contenga cada punto 1/n no contenido en O, esta subcolección finita cubre a K.
- El intervalo abierto (0, 1) ⊆ R no es compacto (con la topología usual heredada de R). La familia { (0, 1 − 1/n) }n > 1 es un recubrimiento abierto del intervalo, pero dada cualquier subfamilia finita, existe un intervalo (0, 1 − 1/k) en ella que contiene a los demás —buscando aquel con k máximo—. Como 1 − 1/p no está en (0, 1 − 1/k) si p ≥ k, ninguna subfamilia finita cubre (0, 1).

### Caracterizaciones equivalentes
La compacidad de un espacio admite varias formulaciones alternativas:
| Las siguientes afirmaciones sobre un espacio topológico X son equivalentes entre sí: 1. X es compacto. 2. Si {Fi}i ∈ I es una familia de subconjuntos cerrados en X con la propiedad de la intersección finita, entonces ∩IFi ≠ ∅. 3. Toda red en X admite una subred convergente. 4. La función al punto {\displaystyle X\to \ast } es propia. |

### Compacidad en espacios métricos
Un subconjunto A de un espacio métrico y, en particular, del espacio euclídeo {\displaystyle \mathbb {R} ^{n}} es compacto si cumple alguna de las cuatro condiciones de la definición general. No obstante, la tercera de ellas admite la siguiente reescritura en este contexto: toda sucesión en A admite una subsucesión convergente.

## Ejemplos
- El ejemplo de bandera y sencillo de subconjunto compacto de la recta euclídea es un intervalo cerrado [a,b] de la misma (Teorema de Heine-Borel).[6]
- Más generalmente, también lo es cualquier conjunto cerrado y acotado del espacio euclídeo. Cualquier círculo en el plano euclídeo, por ejemplo particular.
- Todo espacio X cofinito es compacto.[7]
- Un ejemplo de espacio no compacto es la recta real, pues no es acotada y contiene sucesiones que tienden a infinito. Además ninguna subfamilia finita del recubrimiento de abiertos {(-n, n): n es n. natural} recubre la recta real.
- Tampoco es compacto el conjunto de los números racionales. En efecto, una sucesión de racionales que converge a un irracional (al ser vista como sucesión en los reales) no tiene ninguna subsucesión convergente a un racional.

## Teoremas asociados a la compacidad

### Teorema de Heine-Borel
Por el teorema de Heine-Borel, un espacio métrico es compacto si y sólo si es completo y totalmente acotado. Para subconjuntos del espacio euclídeo, basta con que este sea cerrado y acotado, que es una caracterización útil.
Sin embargo, en dimensión infinita, esto no es verdad, y, de hecho, en este contexto la bola unitaria cerrada jamás será precompacta; por lo mismo, es mucho más difícil verificar compacidad.
- También llamado teorema de Heine-Borel-Lebesgue-Bolzano-Weierstraß o incluso teorema de Borel-Lebesgue.

### Teorema de la compactificación de Alexándrov
El objetivo de la compactificación de Alexándrov es tomar un espacio topológico arbitrario y añadirle un solo punto, llamado punto del infinito, que haga que el espacio resultante sea compacto Hausdorff al considerarlo con una cierta topología que induce la topología original al espacio de partida cuando se elimina el infinito.
Este proceso no es siempre posible: hace falta que el espacio de partida sea ya Hausdorff pero también localmente compacto. El teorema afirma que estas condiciones, aparte de necesarias, son ya suficientes para poder compactificar un espacio con un solo punto.

### Teorema de Tíjonov
Este teorema relaciona la compacidad de espacios topológicos con la de su producto. Está claro que si un producto de espacios es compacto, al ser las proyecciones a cada componente continuas, y conservarse la compacidad por este tipo de transformaciones, cada espacio del que es producto también lo es.
El teorema de Tíjonov afirma que el recíproco también es cierto: el producto de espacios compactos es compacto. El caso del producto finito de compactos es más sencillo, como ya se podía intuir al pensar que, heurísticamente, un espacio compacto es aquel que se comporta como uno finito. Si un conjunto finito de espacios se comportan como si fueran finitos, su producto parece que también debería comportarse como si fuera finito.
El caso más complicado es que el producto infinito de espacios compactos vuelve a ser compacto. Para la demostración hace falta usar el axioma de elección y, de hecho, se sabe que ambos enunciados (el teorema de Tíjonov y el axioma de elección) son equivalentes.

### Teorema de Arzelà-Ascoli
El teorema de Arzelà-Ascoli es una de las herramientas más poderosas del análisis matemático para decidir si un conjunto de funciones continuas reales definidas en un intervalo compacto es compacto. De esta manera, se puede entender como una extensión del teorema de Heine-Borel. En efecto, el teorema de Heine-Borel afirma que todo subconjunto cerrado y acotado de {\displaystyle \mathbb {R} ^{n}} es compacto. El teorema de Arzelà-Ascoli surge si nos preguntamos si el resultado análogo (¿cerrado y acotado implica compacto?) es cierto en espacios de Banach reales (espacios vectoriales sobre {\displaystyle \mathbb {R} } con una norma definida que los hace completos) ya no de dimensión finita ({\displaystyle \mathbb {R} ^{n}}) sino arbitraria. 
El ejemplo más sencillo de un tal espacio de Banach es el de las funciones continuas reales definidas en un intervalo compacto, dotado de la norma del supremo. Y es en este ejemplo que el teorema de Arzelà-Ascoli nos da la respuesta: no, no todo conjunto cerrado y acotado de funciones continuas será compacto (pues ni siquiera las bolas cerradas lo son), pero pidiendo una condición añadida (a saber, que el conjunto de funciones sea equicontinuo), entonces sí que lo será.